# HMS Wrestler (D35)
«Ресле» (D35) (англ. HMS Wrestler (D35) — військовий корабель, ескадрений міноносець типу «W» підкласу «Адміралті» Королівського військово-морського флоту Великої Британії за часів Другої світової війни.
«Ресле» був закладений у липні 1917 року на верфі компанії Swan Hunter, Волсенд. 15 травня 1918 року увійшов до складу Королівських ВМС Великої Британії.
2 травня 1942 року разом з есмінцем «Вішарт» потопили глибинними бомбами та бомбами «Хеджхог» у Середземному морі східніше Картахени німецький підводний човен U-74. 15 листопада 1942 року західніше Гібралтарської протоки «Ресле» виявив та потопив глибинними бомбами німецький човен U-98 з усім екіпажем.